# Agrotis clausa
Agrotis clausa är en fjärilsart som beskrevs av Barend J. Lempke 1962. Agrotis clausa ingår i släktet Agrotis och familjen nattflyn. Inga underarter finns listade i Catalogue of Life.